# جيمس بيل (كرة سلة)
جيمس بيل (بالإنجليزية: James Bell)‏ مواليد 7 يناير 1992 في نيوجيرسي، هو لاعب كرة سلة محترف أمريكي بدأ مسيرته الاحترافية في سنة 2014 يلعب مع فريق نانسي باسكت في الدوري الفرنسي لكرة السلة الدرجة الأولى ويحمل الرقم 31. يبلغ طوله 6 قدم 5 بوصة (2.0 م).

## روابط خارجية
- جيمس بيل على موقع الاتحاد الدولي لكرة السلة (الإنجليزية)
- جيمس بيل على موقع الدوري الأوروبي لكرة السلة (الإنجليزية)
- جيمس بيل على موقع دوري كرة السلة الياباني للمحترفين (اليابانية)
- جيمس بيل على موقع كرة السلة الأوروبية.كوم (الإنجليزية)
- جيمس بيل على موقع كلية كرة السلة في سبورتس رفرنس.كوم (الإنجليزية)
- جيمس بيل على موقع ريلجم (الإنجليزية)
- جيمس بيل على موقع بروبوليرز (الإنجليزية)
- جيمس بيل على موقع سبورتس رفرنس (الإنجليزية)